# Nukulaelae Conservation Area
Nukulaelae Conservation Area (deutsch Nukulaelae-Schutzgebiet) ist ein Meeresschutzgebiet im Pazifikstaat Tuvalu. Es ist das kleinste von drei Naturschutzgebieten des Landes und bedeckt etwa ein Fünftel des Atolls.
Die Nukulaelae Conservation Area liegt im Norden des Nukulaelae-Atolls.
2012 wurden 194 Fischarten in den Gewässern registriert. Bis zu 42 Prozent des Meeres sind mit Korallen bedeckt.